# Johann Lafer

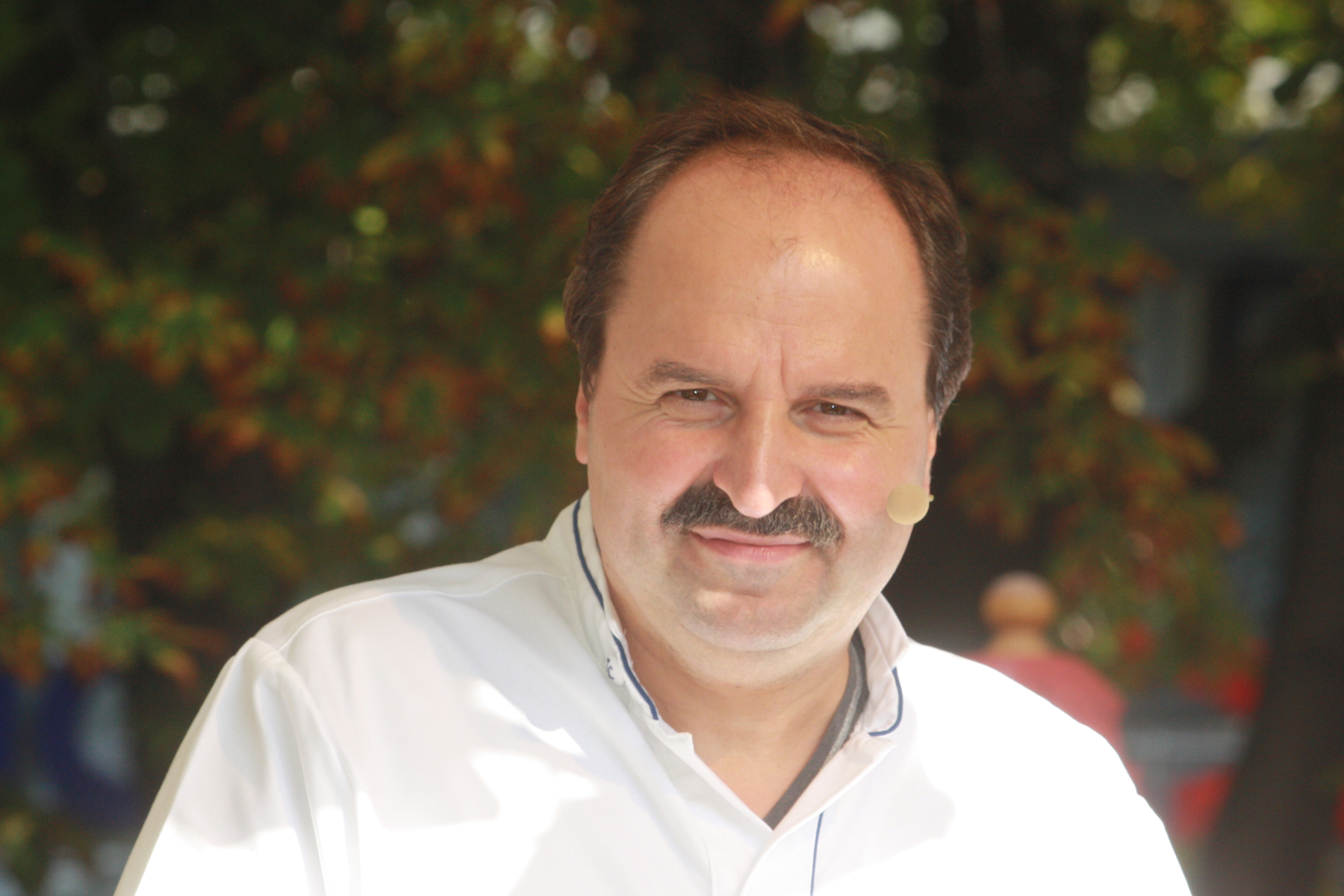
Johann Lafer, 2012

Johannes (Johann) Lafer (Sankt Stefan im Rosental (Steiermark), 27 september 1957) is een Oostenrijkse kok, ondernemer en auteur van een hele reeks kookboeken. Hij leeft met zijn vrouw Silvia en twee kinderen in de Duitse gemeente Guldental en heeft in de gemeente Stromberg in de Stromburg een top-restaurant. Daarnaast is hij in Duitsland niet meer weg te denken uit de media. Op de Duitse tv is hij de populairste kok, die onder andere optreedt in het programma Lanz Kocht met presentator Markus Lanz.
Johann Lafer werd door zijn kookshow, Himmel un Erd, Genießen auf gut deutsch bekend. De uitzendingen werden door Lafer zelf geproduceerd en in zijn eigen tv-studio opgenomen. Uitgezonden werd het programma bij de ZDF, op 3sat en op verschillende regionale zenders van de ARD. Lafer heeft er in niet onbelangrijke mate toe bijgedragen dat het Duitse koken in de media van het niveau gutbürgerlich naar een internationaal topniveau werd getild.
Samen met zijn illustere collega Horst Lichter presenteert hij voor de ZDF de populaire kookshow Lafer!Lichter!Lecker! Daarover giet Lichter een kleurrijk sausje met zijn droge en onversneden Rijnlandse humor en zijn onorthodoxe opvattingen over koken en culinair genieten.

## Onderscheidingen en prijzen
- 1980: beste patissier van Duitsland, onderscheiding vanwege de productie en presentatie van desserts.
- 1987: als beste keukenchef summa cum laude in Rijnland-Palts wordt Johann Lafer door de Guide Michelin met twee sterren voor zijn keukenprestaties beloond en krijgt hij 18 van 20 punten in de Gault Millau.
- 1994: Lafer wordt met de “Service Award Diners Club” onderscheiden.
- 1995: Guldentaler in Gold.
- 1997: Lafer wordt door Gault Millau als kok van het jaar onderscheiden. Daarnaast ontvangt hij van de gemeente Neumagen-Dhron de wijnprijs vanwege zijn inzet voor de hellingaanplant aan de Moezel.
- 1998: “Goldenes Ehrenzeichen” van Steiermark vanwege zijn bijzondere verdiensten voor het welzijn van deze Oostenrijkse deelstaat.
- 1999: Van de Gastronomische Akademie Deutschlands krijgt hij een gouden medaille voor het boek Desserts, die mein Leben begleiten en een zilveren medaille voor het boek Johann Lafers Kochschule.
- 2001: Johann Lafer ontvangt diverse wijn- en boekenprijzen. Verder ontvangt hij de internationale Trophée Gourmet Wien.
- 2004: Toekenning van de Five Star Diamond Award van de American Academy for Hospitality and Science. Johann Lafer wordt tot ambassadeur van Steiermark benoemd.
- 2005: Onderscheiding met het gouden ereteken van Steiermark. Het genootschap Ordre des Coteaux de Champagne benoemt Johann Lafer tot chevallier. Hij is ontvanger van de allereerste École des Chefs Trophy van Relais et Châteaux vanwege zijn excellente kookkunsten.
- 2006: “Fernsehkoch des Jahres”. Lafer wordt winnaar van de Biathlon auf Schalke.
- 2007: Johann Lafer wordt vanwege zijn verdiensten voor Steiermark onderscheiden met de Josef-Krainer-Preis-Steiermark.
- 2010: Johann Lafer krijgt het "Silberne Ehrenzeichen der Republik Österreich" uitgereikt door president Heinz Fischer vanwege zijn verdiensten voor zijn geboorteland Oostenrijk.

Naast diverse banketten voor staatshoofden en wereldsterren was hij ook verantwoordelijk voor een diner van de VN-veiligheidsraad.

### Actuele onderscheidingen
Op dit moment heeft het “Le Val D'Or" van Johann Lafer één Michelinster en 16 van 20 punten in de Gault Millau.